# Trappistenabtei Awhum
Die Trappistenabtei Awhum (lat. Abbatia Beatae Mariae de Monte Calvario; engl. Our Lady of Mount Calvary Abbey) ist seit 1978 ein nigerianisches Kloster der Trappisten in Enugu, Bistum Enugu.

## Geschichte
Anselm Abraham Ojefua (1910–1988), der 1953 den Orden Knights of Saint Mulumba ins Leben gerufen hatte, gründete 1970 im Nordwesten von Enugu mit Unterstützung des Ortsbischofs Godfrey Okoye, der Spiritaner war, das Kloster Our Lady of Mount Calvary („Unsere Liebe Frau vom Kalvarienberg“), das 1978 in den Zisterzienserorden der Strengeren Observanz (Trappisten) inkorporiert und 1981 zum Priorat, sowie 2006 zur Abtei erhoben wurde. Immediatoberer ist (wie für das nigerianische Trappistenkloster Illah) die Trappistenabtei Genesee. 
Obere, Prioren und Äbte:
- Mark Ulogu (1978–1981)
- Paul Usulor (1981–1985)
- Anthony Onuoha (1985–1989, 1994–2000)
- Cyprian Doghudje (1989–1994, 2006–2011)
- Bertran Oko (2000–2006)
- Timothy Kelly (2011)